# Chengdu Airlines
A Chengdu Airlines é uma empresa aérea com sede em Chengdu, na China, foi fundada em 2004 com o nome de United Eagle Airlines mudando para seu nome atual em 2010, também em 2010 se tornou a primeira operadora do modelo Comac ARJ21.

## Frota

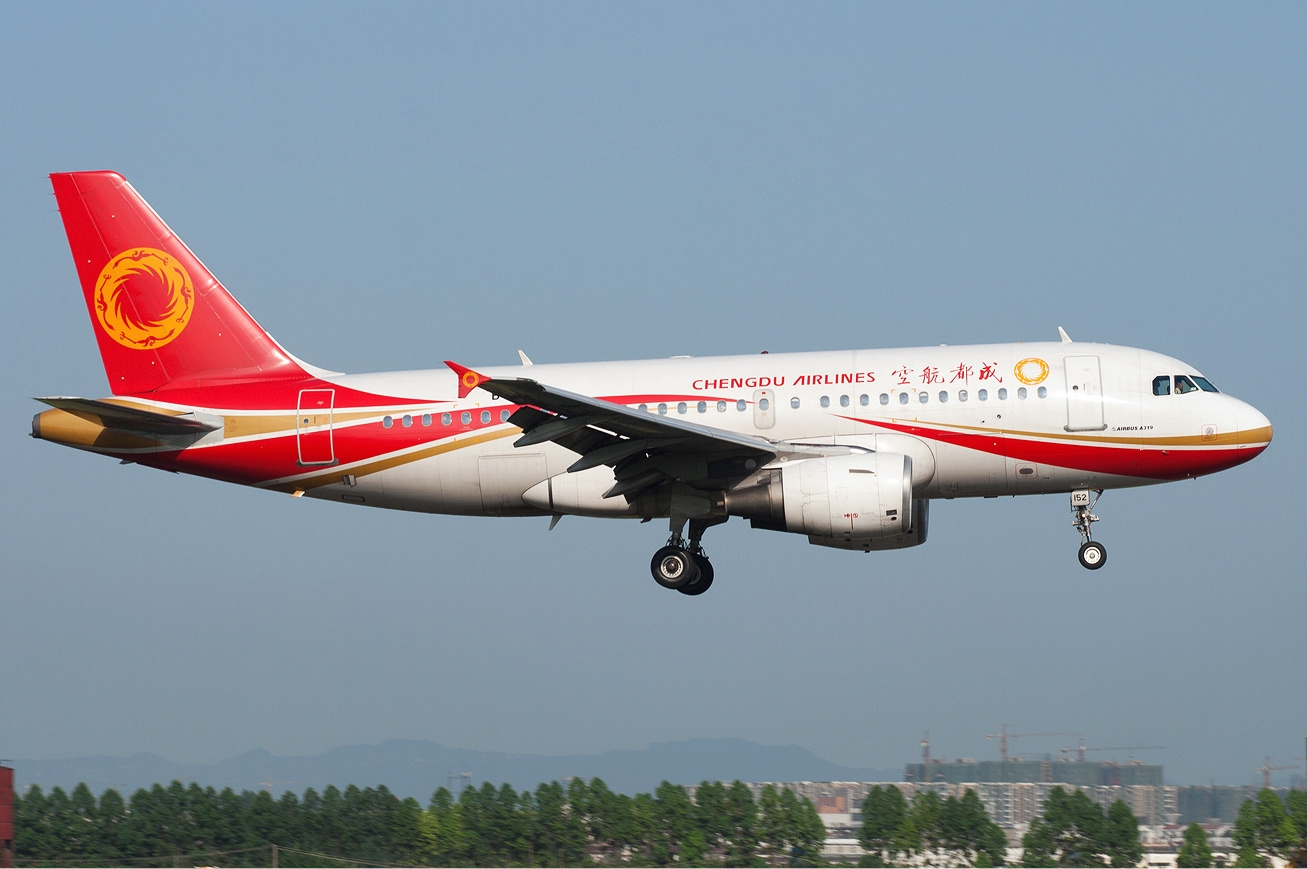
Airbus A319 da 9 Chengdu Airlines.

Em outubro de 2018:
- Airbus A319: 4
- Airbus A320: 30
- Comac ARJ21: 7